# Daniel Ezralow
Daniel Ezralow (Los Angeles, 22 settembre 1956) è un ballerino, coreografo e attore statunitense, dedito alla danza contemporanea e attivo in campo teatrale, televisivo e cinematografico.
È tra i fondatori della compagnia Iso e tra i ballerini originari della compagnia Momix. Ha realizzato coreografie teatrali, televisive e nel campo della moda. Ha collaborato con stilisti famosi come Roberto Cavalli ed ha al suo attivo la realizzazione delle coreografie di video musicali di cantanti tra cui Marina Rei, Andrea Bocelli, David Bowie, Ricky Martin, Sting, U2, nonché di alcune trasmissioni televisive quali Amici di Maria De Filippi.
È apparso anche in alcuni film come attore protagonista.

## Biografia
Dopo gli studi di danza all'Università di Berkeley (California), dove studia con David Wood e Marni Wood, all'età di vent'anni si trasferisce a New York, dove studia presso le compagnie di Ailey e Joffrey e inizia la collaborazione con alcune famose compagnie (dapprima con la 5 × 2 Plus Dance Company di Bruce Becker e Jane Kosminski, quindi con le compagnie di Lar Lubovitch e Paul Taylor), collaborazione che dura sino al 1986, quando inizia una tournée mondiale con la compagnia di ballo Iso, compagnia fondata nel 1983 e della quale Ezralow è ballerino solista, coreografo e direttore.
Nello stesso anno 1986 è impegnato come coreografo e attore nel film di Lina Wertmüller Un complicato intrigo di donne, vicoli e delitti, mentre nel 1988 è coreografo dei film Le ragazze della terra sono facili (Earth Girls Are Easy) e La visione del Sabba, ove è anche protagonista, di Marco Bellocchio.
Nel 1994 ottiene un buon successo con lo spettacolo multimediale di successo "Salgari", dove è primo coreografo, ballerino e regista.
Nel 1995, recita nella serie televisiva La famiglia Ricordi e presenta al Festival Internazionale della Danza di Milano lo spettacolo Mandala.
Nel 1998, è coreografo della 70ª edizione dei Premi Oscar: per le sue coreografie, riceve una nomination al Premio Emmy.
Nel 2002, vince l'American Coreography Award per lo spettacolo Aeros Bravo., mentre nel 2006 riceve il Premio Ischia Gassman.
A ottobre 2009 firma, per la Compagnia della Rancia, le coreografie della versione italiana del musical Cats di cui è anche regista associato accanto a Saverio Marconi. Lo spettacolo viene presentato nel settembre 2009 a Roma al Colosseo.
È stato il coreografo del Festival di Sanremo nelle edizioni del 2010, 2011 e 2012. Dalla dodicesima edizione di X Factor sarà il nuovo direttore artistico e coreografo subentrando a Luca Tommassini passato ad Amici di Maria De Filippi.
Nel 2018 è uno dei quattro giudici della seconda edizione di Dance Dance Dance, assieme a Deborah Lettieri, Vanessa Incontrada e Luca Tommassini.

## Filmografia parziale

### Coreografo
- Psycho Killer (1985)
- Un complicato intrigo di donne, vicoli e delitti, regia di Lina Wertmüller (1986)
- Eight Heads (1988)
- Le ragazze della terra sono facili (Earth Girls Are Easy), regia di Julien Temple (1988)
- La visione del Sabba, regia di Marco Bellocchio (1988)
- American Gun, regia di Alan Jacobs (2002)
- Across the Universe, regia di Julie Taymor (2007)
- Spot arcobaleno Telecom Italia (2013)

### Attore
- Un complicato intrigo di donne, vicoli e delitti, regia di Lina Wertmüller (1986)
- La visione del Sabba, regia di Marco Bellocchio (1988)
- Ulisse e la balena bianca - film TV, regia di Rubino Rubini (1992)
- L'ultimo concerto - film TV, regia di Francesco Laudadio (1995)
- La famiglia Ricordi - serie TV, regia di Mauro Bolognini (1995)
- Stereo Future, regia di Hiroyuki Nakano (2001)
- Across the Universe, regia di Julie Taymor (2007)

## Coreografie

### Per opere moderne e musical
- 2003: Tosca - Amore disperato, di Lucio Dalla (basata sulla Tosca di Giacomo Puccini)
- 2009: Cats, di Andrew Lloyd Webber per la Compagnia della Rancia

### Per manifestazioni cinematografiche, musicali, ecc.
- 1996: 70ª edizione dei Premi Oscar
- 2010: 60ª edizione del Festival di Sanremo
- 2011: 61ª edizione del Festival di Sanremo
- 2012: 62ª edizione del Festival di Sanremo

### Per programmi televisivi
- 2011: Il più grande spettacolo dopo il weekend

## Premi & riconoscimenti
- 1998: Nomination al Premio Emmy come miglior coreografo per la 70ª edizione del Premio Oscar
- 2002: American Coreography Award per lo spettacolo "Aeros Bravo"
- 2006: Premio Ischia Gassman